# Erebomorpha consors
Erebomorpha consors là một loài bướm đêm trong họ Geometridae.